# Московский центр непрерывного математического образования
Московский центр непрерывного математического образования (МЦНМО) — частное образовательное учреждение, ставящее своей целью сохранение традиций математического образования. В рамках центра действует Независимый московский университет, функционирует издательство, поддерживаются тематические порталы math.ru и problems.ru, организуются математические олимпиады и кружки для школьников, работает редакция журнала «Квантик», методическая лаборатория теории вероятностей и статистики.
Является организатором Московской математической олимпиады, Летней многопрофильной школы при МЦНМО и летней школы «Современная математика».
Ведёт рейтинг российских школ на основании результатов единых государственных экзаменов.
В рамках издательской деятельности выпускаются книги по математике различной тематики и направленности: от популярной математической литературы для школьников до монографий по современной математике. Издаётся ежегодный научный журнал «Математическое просвещение» с приложениями для школьников.
В здании центра работает магазин «Математическая книга». В начале 2010-х годов по вопросу прав на распространение журнала «Квант» и из-за издания журнала «Квант+» центр был вовлечён в судебные тяжбы с бывшим издателем журнала издательством «Квантум».